# Sidney Morin
Sidney Morin (* 6. Juni 1995 in Edina, Minnesota) ist eine US-amerikanische Eishockeyspielerin, die seit 2023 für die Boston Fleet in der Professional Women’s Hockey League auf der Position der Verteidigerin spielt. Morin war zwischen 2017 und 2019 Mitglied der Frauen-Eishockeynationalmannschaft der Vereinigten Staaten und Olympiasiegerin.

## Karriere
Morin wuchs in Minnetonka im Bundesstaat Minnesota auf und besuchte zwischen 2009 und 2013 die dortige High School. Während dieser Zeit nahm sie mit der U18-Auswahl des US-amerikanischen Eishockeyverbandes USA Hockey an der U18-Frauen-Weltmeisterschaft 2013 teil. Dort gewann die Verteidigerin mit der Mannschaft die Silbermedaille. Nach diesem Erfolg und dem erfolgreichen Abschluss an der High School wechselte sie zum Schuljahr 2013/14 an die University of Minnesota Duluth. Dort spielte die Defensivakteurin in den folgenden vier Jahren parallel zu ihrem Studium für das Universitätsteam in der Western Collegiate Hockey Association, einer Division im Spielbetrieb der National Collegiate Athletic Association. In ihrem letzten Jahr wurde sie mit der Auszeichnung zum besten Defensivspieler der Division bedacht.

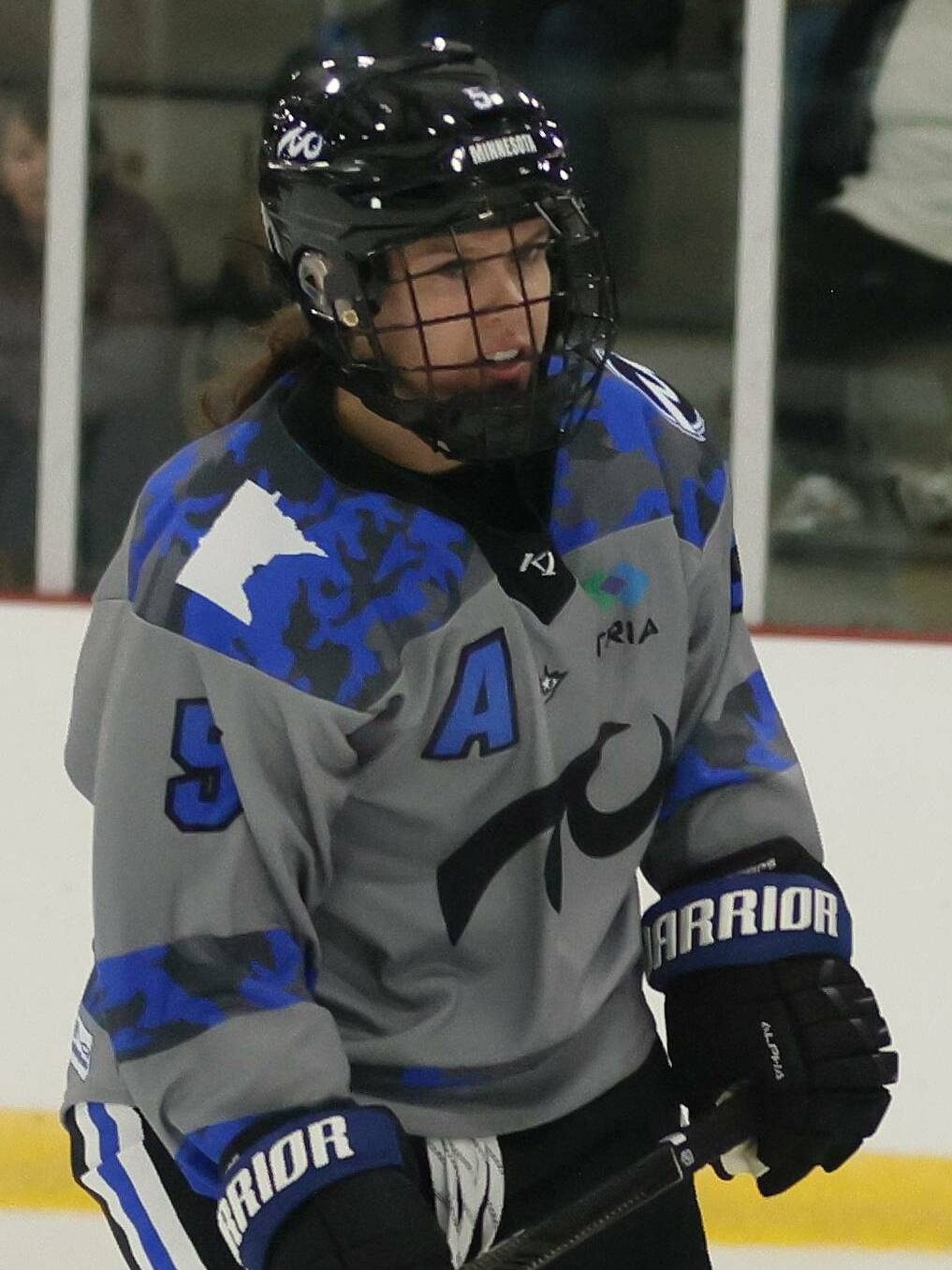
Sidney Morin im Trikot der Minnesota Whitecaps

Die Abwehrspielerin konnte sich mit ihren Leistungen dennoch nicht für die Frauen-Eishockeynationalmannschaft der Vereinigten Staaten empfehlen und wurde vor der Saison 2017/18 nicht – wie viele andere Spielerinnen – vom US-amerikanischen Eishockeyverband zur Vorbereitung auf die Olympischen Winterspiele 2018 rekrutiert. Da auch die Teams der National Women’s Hockey League und Canadian Women’s Hockey League kein Interesse an einer Verpflichtung Morins gezeigt hatten, unterschrieb sie im Mai 2017 einen Vertrag beim schwedischen Traditionsklub MODO Hockey aus der Svenska damhockeyligan. Aufgrund der gezeigten Leistungen dort erhielt sie im Januar 2018 als einzige Legionärin einen Platz im 23-köpfigen Olympiakader der US-Amerikanerinnen und gewann mit dem Team die Goldmedaille.
Vor der folgenden Saison 2018/19 erhielt sie einen Vertrag beim Linköping HC. 2019 wechselte sie innerhalb der SDHL zu HV71 und wurde am Ende der Saison 2019/20 als beste Verteidigerin ausgezeichnet.
Nach vier Jahren in Schweden wurde sie im September 2021 vom HC Lugano aus der Schweizer Women’s League verpflichtet. In 38 Spielen erzielte Morin 20 Tore und 38 Assists und wurde im März 2022 als Most Valuable Player und beste Verteidigerin der Saison 2021/22 ausgezeichnet. Zudem gewann sie mit Lugano den Schweizer Pokalwettbewerb (National Cup). Nach diesen Erfolgen kehrte sie nach Nordamerika zurück und unterschrieb einen Zweijahresvertrag bei den Minnesota Whitecaps aus der Premier Hockey Federation (PHF). Ein Jahr später, im Juni 2023, wurde die PHF an neue Investoren verkauft. Infolgedessen stellten die Whitecaps den Spielbetrieb ein. Die Investoren der PHF-Übernahme gründeten anschließend zusammen mit der PWHPA die Professional Women’s Hockey League. Im ersten PWHL Draft im September 2023 wurde Morin in der neunten Runde vom Team PWHL Minnesota ausgewählt, jedoch nicht unter Vertrag genommen. Im Dezember desselben Jahres erhielt sie einen Vertrag beim PWHL-Team aus Boston.

## Erfolge und Auszeichnungen
- 2013 Silbermedaille bei der U18-Frauen-Weltmeisterschaft
- 2017 WCHA Defensive Player of the Year
- 2018 Goldmedaille bei den Olympischen Winterspielen
- 2020 SDHL Defenseman of the Year
- 2022 Schweizer Pokalsieger mit den HC Ladies Lugano
- 2022 Topscorerin (58 Punkte) und beste Vorlagengeberin (38) der Women’s League
- 2022 Most Valuable Player und beste Verteidigerin (gemeinsam mit Nicole Bullo) der Women’s League

## Karrierestatistik

### International
Vertrat die USA bei:
- U18-Frauen-Weltmeisterschaft 2013
- Olympischen Winterspielen 2018

(Legende zur Spielerstatistik: Sp oder GP = absolvierte Spiele; T oder G = erzielte Tore; V oder A = erzielte Assists; Pkt oder Pts = erzielte Scorerpunkte; SM oder PIM = erhaltene Strafminuten; +/− = Plus/Minus-Bilanz; PP = erzielte Überzahltore; SH = erzielte Unterzahltore; GW = erzielte Siegtore; 1 Play-downs/Relegation; Kursiv: Statistik nicht vollständig)